# 康城路

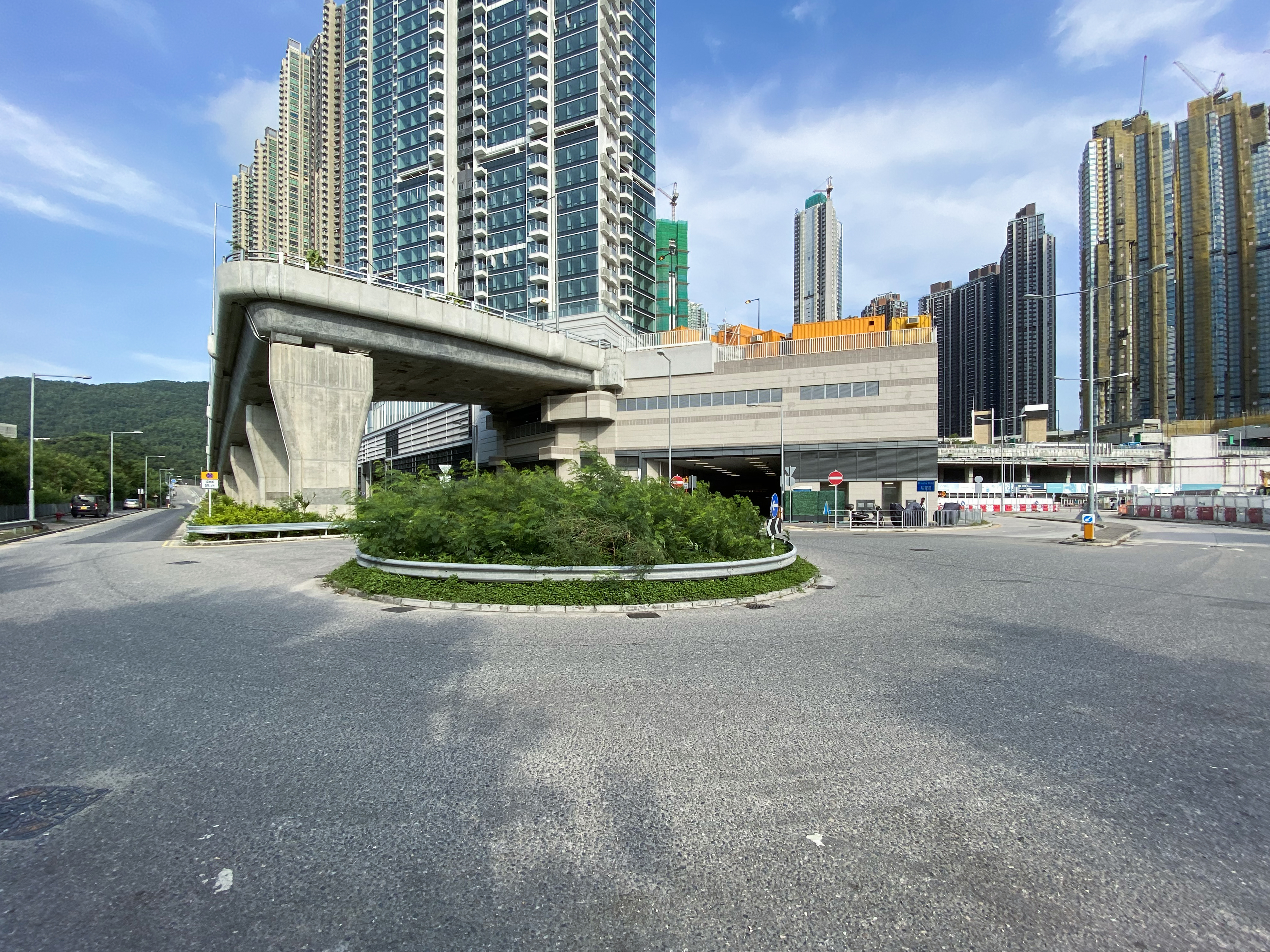
康城路天橋往日出康城的私家路

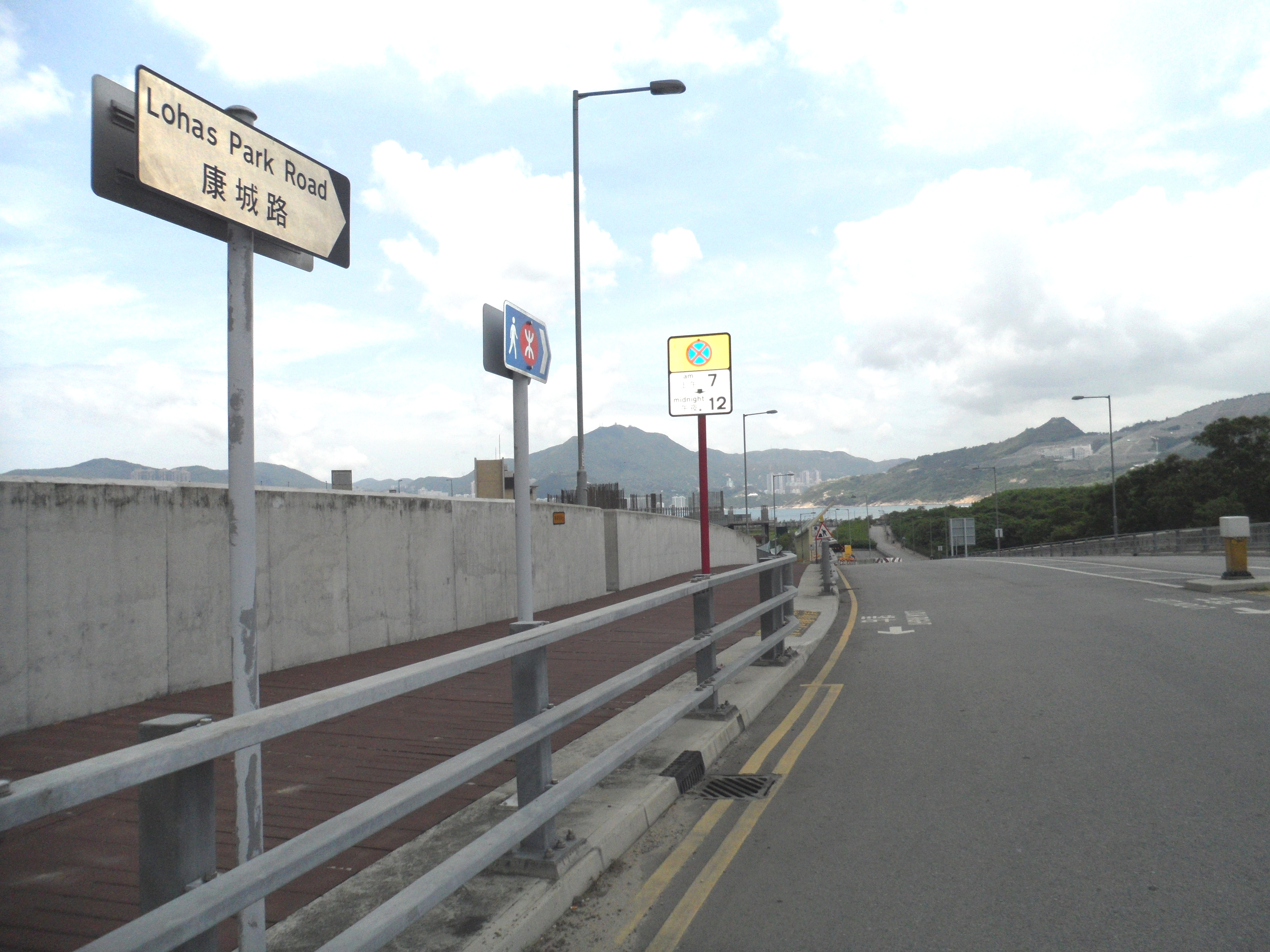
康城路鄰近環保大道路段，左方是路牌（2011年）

康城路（英語：Lohas Park Road）是香港的一條道路，位於新界西貢區小赤沙附近，連接環保大道，為現時日出康城唯一24小時的通道（其他道路為私家路）。附近設有公共運輸交匯處及港鐵康城站。由於日出康城仍然在發展中，所以汽車流量較為稀疏，預計到2022年日出康城全面發展完成後，汽車流量才會逐漸增長。現在只有以康城站為總站之公共交通工具駛經康城路，但未有設站。其他交通工具主要在附近的環保大道設立車站。此道路在2009年4月通車，亦是西貢區的新落成道路之一。
2016年，港鐵興建天橋往日出康城平台，到2018年底竣工，成為康城區域的第二個車輛出入口。

## 鄰近
康城路附近為大型住宅項目日出康城，可以連接至環保大道及環澳路。道路盡頭為康城站公共運輸交匯處。

## 交通
在康城路旁側設有公共運輸交匯處和康城站B出口。由將軍澳工業邨開出的途經環保大道巴士路線不會繞經康城路。其他設施包括市區的士站，小巴路線則全日有服務。

## 公園
- 日出公園 備註：只供日出康城住客使用

## 住宅
- 日出康城第1期：首都
- 日出康城第2期：領都、領峯及領凱
- 日出康城第3期：緻藍天
- 日出康城第4期：晉海、晉海II
- 日出康城第5期：MALIBU
- 日出康城第6期：LP6
- 日出康城第7期：MONTARA、GRAND MONTARA
- 日出康城第8期：SEA TO SKY
- 日出康城第9期：MARINI、GRAND MARINI、OCEAN MARINI
- 日出康城第10期：LP10

## 事件
- 2023年1月1日：下午五時許，一輛往尖沙咀方向的新巴796P線雙層巴士在康城路近日出康城對開失控剷上行人路後，衝入草叢並向左翻側，事件造成至少31人受傷。肇事新巴車身被警方以涉嫌危險駕駛為由拘捕。[1][2]

## 交匯道路
- 環保大道
- 日出大道（私家路）

## 圖片集
- 港鐵康城站
- 來往康城站及領都穿梭巴士站，已停用。
- 日出康城位於康城路1號，然而實際上此牌設立於日出大道，即日出康城居民主要的行車通道。
- 2009年開通初期的康城路，天橋仍未興建
- 康城路單車徑
- 單車徑迴旋處

## 外部連結
- 香港風物誌-康城路 （页面存档备份，存于）
- 運輸署-將軍澳康城路新界的士禁區 （页面存档备份，存于）